# Armand von Alberti

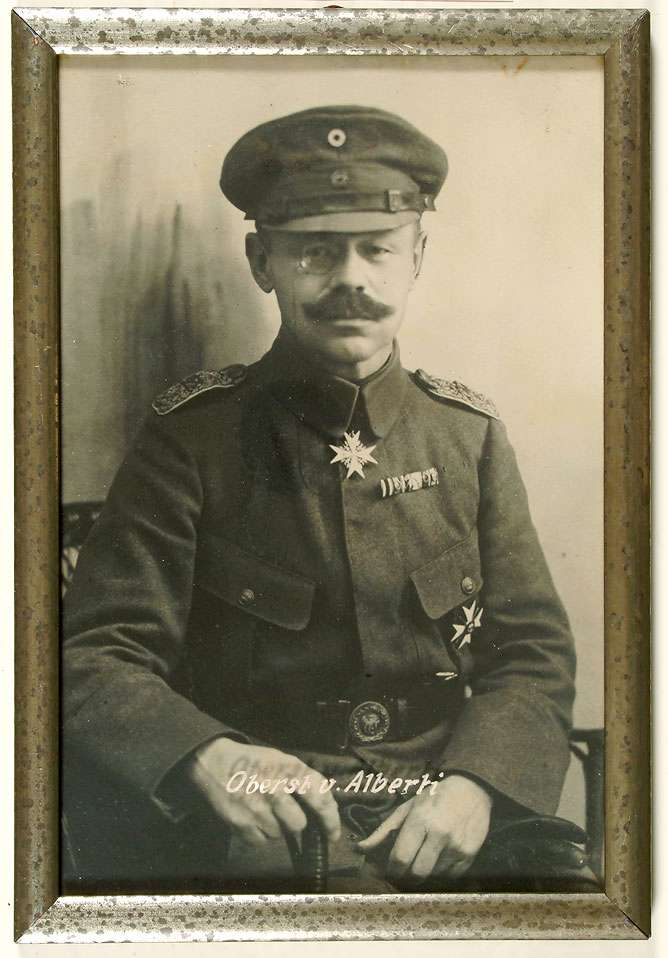
Oberst Armand von Alberti

Armand von Alberti (* 31. Oktober 1866 in Ulm; † 13. März 1919 ebenda) war ein deutscher Oberst und Ritter des Ordens Pour le Mérite.

## Leben
Armand von Alberti war ein Sohn des späteren Generals der Infanterie Friedrich Ludwig von Alberti (1838–1914).
Armand von Alberti trat am 15. September 1886 als Fahnenjunker in das Grenadier-Regiment „Königin Olga“ (1. Württembergisches) Nr. 119 der Württembergischen Armee in Stuttgart ein, wo sein Vater auch gedient hatte. Am 10. Februar 1888 erfolgte dort seine Beförderung zum Sekondeleutnant. Von 1891 bis mindestens 1894 war er als Adjutant zum Landwehrbezirk Reutlingen kommandiert. Am 14. Februar 1895 wurde er Premierleutnant, erhielt am 12. September 1902 die Beförderung zum Hauptmann und wurde Kompaniechef.
Bis mindestens Mai 1911 war er Chef der 5. Kompanie des Grenadier-Regiments 119 und hatte bereits das Offizierkreuz des Franz-Joseph-Ordens verliehen bekommen. Ab dem 23. Mai 1911 als Major war Alberti in der Adjutantur des XIII. Armee-Korps (Stuttgart). 1914 wurde er Bataillonskommandeur beim Infanterie-Regiment 120. 1915 wurde er zur Dienstleistung in das Kriegsministerium kommandiert.
Vom 26. Dezember 1915 bis zu seinem Tode 1919 war Alberti als Oberst Kommandeur des Füsilier-Regiments 122. Das Regiment kämpfte unter seiner Führung erst auf dem Balkan, kam dann 1916 nach Galizien und später nach Kurland. Anfang 1917 wurde das Regiment an die Westfront verlegt, war im gleichen Jahr vor Verdun, kam Anfang 1918 bei der „Operation Michael“ zum Einsatz und war im gleichen Jahr an der Somme und in Flandern aktiv. Für diese Kampfeinsätze erhielt Alberti am 8. November 1918 das Pour le mérite. Am 6. Juni 1916 war er als Regimentskommandeur erst zum Oberstleutnant und dann am 20. August 1918 noch zum Oberst befördert worden.
Bis zu seinem Tode 1919 hatte er u. a. noch das Ehrenkreuz des Ordens der Württembergischen Krone mit Schwertern, das Komturkreuz II. Klasse des Friedrichs-Ordens mit Schwertern und das Ritterkreuz des Königlichen Hausordens von Hohenzollern mit Schwertern verliehen bekommen.